# Brod (Bohinj, Slovenija)
Brod je naselje u slovenskoj Općini Bohinju. Brod se nalazi u pokrajini Gorenjskoj i statističkoj regiji Gorenjskoj. 

## Stanovništvo
Prema popisu stanovništva iz 2002. godine naselje je imalo 98 stanovnika.